# Aristide Michel Perrot

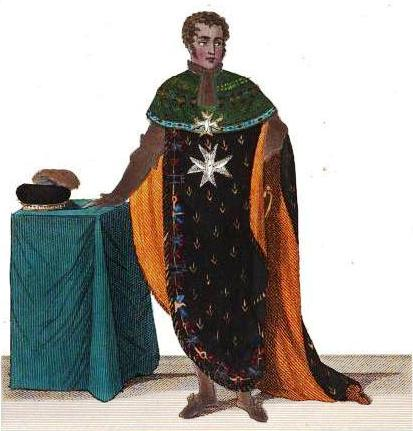
Aristide Michel Perrot

Aristide Michel Perrot (1793-1879) was een Frans cartograaf en de auteur van naslagwerken over Faleristiek, de (hulp)wetenschap van de Ridderorden.

## Publicaties
- "Historische Sammlung aller Ritterorden der verschiendenen Nationen", Leipzig 1821